# Commuun genus
De term commuun genus of genus commune wordt in de Nederlandse taalkunde wel gebruikt voor die zelfstandige naamwoorden waarvan het grammaticaal geslacht (=genus) niet onzijdig is. Terwijl de onzijdige zelfstandige naamwoorden zijn te herkennen aan het gebruik van het lidwoord het, is er daarnaast een grote groep zelfstandige naamwoorden die het lidwoord de krijgen. Deze woorden hebben het commuun genus, en dat valt voor een aantal gevallen weer uiteen in "mannelijk geslacht" en "vrouwelijk geslacht". Bij lang niet alle woorden van het commuun genus valt echter in het werkelijke taalgebruik van vele sprekers te onderscheiden naar mannelijk en vrouwelijk.
Wel wordt dit onderscheid vaak fel verdedigd, maar die verdediging is vooral gebaseerd op een aantal, niet altijd bewuste, tegenstellingen in het denken over taal. Deze tegenstellingen komen hieronder ter sprake.

## Tegenstellingen

### Natuurlijk geslacht en taalkundig geslacht
Taalkundig geslacht ofwel grammaticaal geslacht is een eigenschap van zelfstandige naamwoorden: zij kunnen onzijdig of commuun zijn, en in het laatste geval soms nog hetzij mannelijk, hetzij vrouwelijk. Daarentegen is natuurlijk of biologisch geslacht geen woordeigenschap, maar een eigenschap van de zaak waar het woord naar verwijst.
- Indien het woord mens in algemene zin wordt gebruikt, is het woordgeslacht mannelijk. Dit doet uiteraard geen enkele uitspraak over het biologisch geslacht: mensen in het algemeen bestaan voor ongeveer de helft uit vrouwen. In de volgende zin worden zijn en hij gebruikt op taalkundige gronden, niet op biologische:

De mens is zijn eigen vijand; kijk maar eens wat hij met het milieu aanricht.

### Verleden en heden
Het Nederlands is, net als de meeste Europese en een klein deel van de in Azië gesproken talen, een voortvloeisel van een oude taal, die we niet kennen maar die we wel ten dele hebben kunnen reconstrueren, het Indo-Europees. Deze taal kende naar alle waarschijnlijkheid drie geslachten, die we mannelijk, vrouwelijk en onzijdig noemen, deels omdat woorden die een mannelijk begrip aanduidden, in de groep der "mannelijke" woorden vielen. Iets vergelijkbaars gold voor "vrouwelijk" en "onzijdig".
Op grond daarvan is door de taalkundige Jakob Grimm wel aangenomen dat de taalkundige geslachten waren "voortgekomen" uit het begrip van een biologisch geslacht. Deze opvatting is later door Karl Brugmann als te romantisch van de hand gewezen: het zouden vooral de onderling verschillende kenmerken in woordvorm zijn die de geslachtsindeling bepaalden. Recentelijk wordt op nieuwe gronden (antropologie) opnieuw gekeken naar de mogelijkheid dat de geslachtsindeling iets met de natuurlijke indeling te maken kan hebben.

### Voorschrift en gebruik
Taalregels zijn er van tweeërlei aard. De ene soort is beschrijvend (descriptief), en geeft weer wat in het taalgebruik werkelijk wordt gedaan (gezegd). De andere soort is normatief, en geeft aan wat er gedaan behoort te worden.
Vroege grammatica's van het Nederlands, vooral die in de achttiende eeuw, hadden een sterk normatief karakter. Zij waren sterk op het Latijn gebaseerd, namen begrippen uit het Latijn over en gingen ervan uit dat het Nederlands net zo moest worden beschreven als het Latijn. Daarom worden zij wel classicistische grammatica's genoemd.
Aangezien het Latijn drie geslachten kende, moest dat "dus" voor het Nederlands ook het geval zijn. Een probleem was (en is) dat wij van veel Nederlandse woorden de exacte geschiedenis niet kennen. Het taalmateriaal dat ons uit het Oudnederlands is overgeleverd, is schaars, zodat het oudere gebruik van vele woorden in nevelen gehuld is. Bovendien komt het in talen met woordgeslacht af en toe voor dat zelfstandige naamwoorden in de loop van de tijd van geslacht veranderen.
Niettemin werden voor alle woorden geslachtsregels opgesteld. De Woordenlijst van De Vries en Te Winkel ging hierin het verst. Aan de basis lag grondig taalkundig onderzoek, maar desondanks is op de woordenlijst grondige wetenschappelijke kritiek gekomen. Die betrof niet alleen de reconstructie van de geslachten, maar ook een (te) ver doorgevoerd onderscheid. Reeds de tijdgenoot van De Vries en Te Winkel Taco Roorda betoogde dat het Nederlands in werkelijkheid nog maar twee geslachten kende: het persoonlijke en het zakelijke. Roorda baseerde zich meer op gesproken taal dan op een historische norm.

### Schrijftaal en spreektaal
De schrijftaal heeft altijd een meer officieel karakter dan de gesproken vorm, en het was ook voor die schrijftaal dat vroege taalbeschouwers hun regels opstelden. In de renaissance wilde men een geüniformeerde taalvariant ontwikkelen: het 'Standaardnederlands'. Dat lukte, maar het had wel een aantal ingrepen ten gevolge, die niet altijd overeenkwamen met wat er werkelijk werd gezegd. (Zie ook hieronder, Historie.)
De regels die gelden voor de geslachtsindeling van het Nederlands, en dan met name die van de verdeling tussen mannelijk en vrouwelijk, gelden primair voor de schrijftaal. Die schrijftaal is tegelijkertijd echter een weergave van het gesproken woord, zij het een onvolmaakte weergave. Die onvolmaaktheid is waarneembaar op allerlei taalniveaus, ook dat van de geslachtsindeling. Dit komt deels doordat taal steeds verandert. Dit natuurlijke proces doet zich voor bij gesproken taal, en de schrijftaal blijft daarbij altijd achter.
In de spreektaal worden veelvuldig uitingen aangetroffen die al lang niet meer overeenkomen met de opgestelde regels. Een bekend Noord-Nederlands voorbeeld is
Je moet zo'n poes niet lastigvallen als hij net gejongd heeft.
Hier valt nog wel in te zien dat het zelfstandig naamwoord een biologisch vrouwelijk begrip aanduidt. Dit taalgebruik wordt wel als "slordig" be- of veroordeeld. Het komt niettemin veelvuldig voor. Moeilijker wordt het bij:
De raad heeft in haar vergadering van 28 juni het besluit teruggedraaid
waarbij het niemand door nadenken duidelijk kan worden dat raad eigenlijk mannelijk is: dat moet men weten of opzoeken. Hier is de norm nog veel moeilijker te handhaven.
De spreektaal wijkt vaak af van de geschreven norm. Die norm is historisch gegroeid, is deels een reconstructie van een historie, maar geeft slechts zeer ten dele weer wat de taalgebruiker doet. Die ziet, in het Nederlands, in vele gevallen geen verschil tussen mannelijk en vrouwelijk, kent het onderscheid niet, maar volgt eventueel de voorschriften van de schrijftaal. Die schrijftaal is in dat opzicht niet langer weergave van het werkelijke taalgebruik, maar voorschrift.

### Noord en Zuid
Terwijl dialecten van talen altijd onderling verschillen, komt daarbij nog een opvallend verschil tussen Noord-Nederlands en Zuid-Nederlands, de twee grote stromen van het Nederlands.
Zegt men voor vele zaken bezuiden de Moerdijk ze, in het Noorden is hij veel dominanter. Dit onderscheid in behandeling van woorden met het commuun geslacht betreft de spreektaal; de uniformerende regels van de schrijftaal beperken het, zowel in die schrijftaal als in het taalgebruik van die sprekers die zich naar de geschreven norm proberen te richten.
In het Vlaamse deel van het Nederlandse taalgebied wordt bij woorden die in het Noorden veelal als mannelijk worden gebruikt nog wel nadrukkelijk een bepaald geslacht gehanteerd, waarbij er geen sprake lijkt te zijn van een commuun geslacht, maar eerder van variatie binnen de standaardtaal. Dit kan zich ook uiten in de schrijftaal.

## Vervagend onderscheid
Het onderscheid tussen mannelijk en vrouwelijk is in het Nederlands al met al steeds vager geworden. Werden in de achttiende eeuw reconstructies van woordgeslachten beproefd, en gaven De Vries en Te Winkel (1865) van ieder woord het geslacht als hetzij mannelijk, hetzij vrouwelijk, tegenwoordig wordt steeds meer gesproken van de-woorden. De Algemene Nederlandse Spraakkunst gebruikt deze term, met de opmerking dat in sommige gevallen nog valt te onderscheiden tussen mannelijk en vrouwelijk.

## Historie
Al in de renaissance, toen men trachtte tot regels te komen voor een gestandaardiseerde schrijftaal die niet alleen correct zou zijn, maar ook als eenheidstaal kon dienen, was er onzekerheid omtrent de geslachtsbepaling der zelfstandige naamwoorden. Dit blijkt onder meer uit een aantal aantekeningen van P.C. Hooft, getiteld Waernemingen op de Hollandsche Tael. Zijn aantekening nummer XVII betreft de tweedenaamvals-s, die ook bij vrouwelijke woorden veelvuldig voorkwam. Hooft merkt op:
Nochtans zeidt men binnen 's kamers, hoewel kamer Faeminyn schijnt. Doch wij hebben veele communia nomina, ende dit moght 'er een af zijn.
Hoofts vermoeden dat het woord kamer weleens "Faeminyn" (feminien, d.w.z. vrouwelijk) zou kunnen zijn, is door latere taalkundigen bevestigd. Uit het citaat blijkt ondertussen dat hij het begrip commuun al gebruikte, zij het in de Latijnse vorm communis, en in een iets andere betekenis dan het huidige commuun. Hij onderscheidde immers náást "mannelijk" en "vrouwelijk" nog "commuun": het geslacht van de-woorden die noch specifiek mannelijk, noch specifiek vrouwelijk waren.